# Гипотеза Агравала
Гипо́теза Аграва́ла — теоретико-числовая гипотеза, высказанная Маниндрой Агравалом в 2002; образует основу для теста Агравала — Каяла — Саксены. Гипотеза Агравала утверждает:
Пусть {\displaystyle n} и {\displaystyle r} — два взаимно простых положительных целых числа. Если
{\displaystyle (X-1)^{n}\equiv X^{n}-1{\pmod {n,X^{r}-1}}\,},
то либо {\displaystyle n} является простым, либо {\displaystyle n^{2}\equiv 1{\pmod {r}}}.

## Следствия
Если гипотеза Агравала верна, это уменьшит вычислительную сложность теста Агравала — Каяла — Саксены с {\displaystyle {\tilde {O}}(\log ^{6}n)} до {\displaystyle {\tilde {O}}(\log ^{3}n)}.

## Верность или ложность гипотезы
Гипотеза Агравала была проверена с помощью компьютера для {\displaystyle r<100} и {\displaystyle n<10^{10}}. Однако эвристический аргумент Карла Померанса и Хендрика Ленстры предполагает, что имеется бесконечно много контрпримеров. В частности, эвристические аргументы показывают, что такие контрпримеры имеют асимптотическую плотность, большую {\displaystyle {\tfrac {1}{n^{\varepsilon }}}} для любого {\displaystyle \varepsilon >0}.
Если гипотеза Агравала не верна согласно вышеприведённым аргументам, модифицированная версия гипотезы Поповича может остаться верной:
Пусть {\displaystyle n} и {\displaystyle r} — два взаимно простых положительных целых. Если
{\displaystyle (X-1)^{n}\equiv X^{n}-1{\pmod {n,X^{r}-1}}}
и
{\displaystyle (X+2)^{n}\equiv X^{n}+2{\pmod {n,X^{r}-1}}},
тогда либо {\displaystyle n} простое, либо {\displaystyle n^{2}\equiv 1{\pmod {r}}}.